# ORF6
ORF6 هو جين يشفر بروتينا ملحقا في الجُنيس فيروسات كورونا البائية السارسية (Sarbecovirus) من فيروسات كورونا والذي يشمل سارس-كوف وسارس-كوف-2. وهو غير متواجد في ميرس-كوف. يُعتقد أنه يُخفض استجابة الجهاز المناعي عند الإصابة بالفيروس عبر مناهضة الإنترفيرون.

## البنية
بروتين ORF6 قصير وطوله 63 حمض أميني في سارس-كوف تسلسل ORF6 غير منحفظ جيدا ويملك تطابقا تسلسليا منخفظا نسبيا بين الفيروسين يقدر بـ 66%. يملك هذا البروتين لولب ألفا مزدوج الألفة بالنهاية الأمينية يرتبط مع الغشاء، لكنه ليس بروتينا عبر غشائي. ذيل النهاية الكربوكسيلية المتكون من حوالي 20 حمض أميني قطبيٌ ويمتد إلى العصارة الخلوية ويحتوي تسلسلات إشارة من أجل نقله إلى الأحياز الخلوية التي يتموقع فيها.

## التعبير والتموقع
مثل بقية جينات البروتينات الملحقة، يتواجد جين ORF6 قرب الجينات التي تشفر البروتينات البنيوية في النهاية 3' من الجينوم الرنوي لفيروس كورونا. إلى جانب كل من ORF7 وORF7b وORF8، يتواجد ORF6 بين جيني الغشاء والقفيصة. يتموضع في الشبكة الإندوبلازمية وجهاز غولجي، مع دراسات في سارس-كوف-2 تشير إلى وجود علاقة له بحويصلات مثل الجسيمات البلعمية الذاتية [الإنجليزية] واليحلولات.

## الوظيفة
يُعتقد أن الوظيفة الأساسية لبروتين ORF6 هي التعديل المناعي ومناهضة الإنترفيرون، وهو ليس أساسيا لتضاعف الفيروس. ورغم ذلك يبدو أن غيابه يُنقص من فعالية التضاعف.

### تآثر مع البروتينات الفيروسية
تقترح دراسات في سارس-كوف أن بروتين ORF6 يقوم بتآثرات بروتين بروتين مع بروتين فيروسي ملحق آخر هو بروتين ORF9b. في سارس-كوف-2 وليس في فيروس اتهاب الكبد الفأري المؤشب [الإنجليزية] اكتُثشِف البروتين ORF6 في جسيمات شبيهة بالفيروس وفي فيرونات ناضجة، وهو ما يوحي بإمكانية كونه بروتينا فيروسيا بنيويا صغيرا.

### تأثيرات على المناعة
بروتين ORF6 في كل من سارس-كوف وسارس-كوف-2 مناهض للإنترفيرون ويُعتقد أن له دور في التهرب من المناعة. وُصفت العديد من تآثرات البروتين بروتين مع بروتينات الخلية المضيفة التي تتوسط هذا التهرب. فقد تم الإبلاغ عن أنه يثبط توجيه البروتينات إلى النواة [الإنجليزية] عبر تثبيط عامل النسخ ستات [الإنجليزية] وهو ما يثبط تنشيط الإنترفيرون. أبلغت دراسات في سارس-كوف أن هذا التثبيط قد يتوسطه ارتباط بروتين ORF6 ببروتينات الكريوفيرين [الإنجليزية]. في سارس-كوف-2 يتآثر بروتين ORF6 مع RAE1 وNUP98 وهو ما يثبط تآثرات وعمل الكريوفيرينات.